# Hongqiao (socken)
Hongqiao (kinesiska: 虹桥乡, 虹桥) är en socken i Kina. Den ligger i provinsen Sichuan, i den sydvästra delen av landet, omkring 390 kilometer nordost om provinshuvudstaden Chengdu. Antalet invånare är 2 827. Befolkningen består av 1 500 kvinnor och 1 327 män. Barn under 15 år utgör 25,0 %, vuxna 15-64 år 58 %, och äldre över 65 år 15,0 %.
Genomsnittlig årsnederbörd är 1 409 millimeter. Den regnigaste månaden är juli, med i genomsnitt 293 mm nederbörd, och den torraste är december, med 5 mm nederbörd.